# Frank Marshall (calciatore)
Frank Marshall (Sheffield, 26 gennaio 1929 – Svezia, agosto 2015) è stato un allenatore di calcio e calciatore inglese, di ruolo centrocampista.

## Caratteristiche tecniche
Era un esterno di centrocampo.

## Carriera

### Giocatore
Dopo aver giocato a livello semiprofessionistico con lo Scarborough nel 1951 passa al Rotherham Utd, club della seconda divisione inglese, con il quale all'età di 22 anni esordisce tra i professionisti. Gioca per sei stagioni consecutive con i Millers, tutte in seconda divisione, per un totale di 117 presenze e 5 reti in questa categoria. Nella stagione 1957-1958 vince invece il campionato di terza divisione con lo Scunthorpe Utd, con cui poi trascorre la stagione 1958-1959 giocando da titolare in seconda divisione, per complessive 80 partite di campionato con la maglia degli Irons nell'arco del biennio 1955-1959. Gioca infine per un triennio con il Doncaster, con cui tra il 1959 ed il 1962 gioca in totale 35 partite in terza divisione.
In carriera ha totalizzato complessivamente 232 presenze e 5 reti nei campionati della Football League, tutte tra seconda e terza divisione.

### Allenatore
Dopo varie stagioni trascorse come vice allenatore in patria (compresa anche una breve parentesi come allenatore ad interim del Doncaster nel 1962), dal 1974 al 1978 ha allenato l'Halmia nella seconda divisione svedese, mentre nel 1979 ha guidato il club in prima divisione. Ha poi allenato per un ulteriore biennio (dal 1980 al 1981) nella prima divisione svedese al Landskrona BoIS.

## Palmarès

### Club

#### Competizioni nazionali
- Third Division North: 1

1957-1958